# Nasino (Ligurien)
Nasino (im Ligurischen: Naxin) ist eine italienische Gemeinde mit 163 Einwohnern (Stand 31. Dezember 2023) in der Region Ligurien. Politisch gehört sie zu der Provinz Savona.

## Geographie
Nasino liegt im Zentrum des Valle Pennavaire und grenzt mit seinem Territorium an die Provinzen Imperia und Cuneo. In der Nähe des Dorfes ragt der Gipfel des Monte Galero mit über 1700 Metern Höhe empor. Dessen ligurischen Hänge blicken auf das Ligurische Meer, wohingegen seine piemontesische Seite die Gemeinde Garessio dominiert.
Nasino gehört zur Comunità Montana Ingauna und ist circa 62 Kilometer von der Provinzhauptstadt Savona entfernt. Das Gemeindegebiet weist kleinere Seen und eine Reihe, von Klettersportlern frequentierte Felswände.
Nach der italienischen Klassifizierung bezüglich seismischer Aktivität wurde die Gemeinde der Zone 3 zugeordnet. Das bedeutet, dass sich Nasino in einer seismisch wenig aktiven Zone befindet.

## Klima
Die Gemeinde wird unter Klimakategorie E klassifiziert, da die Gradtagzahl einen Wert von 2108 besitzt. Das heißt, die in Italien gesetzlich geregelte Heizperiode liegt zwischen dem 15. Oktober und dem 15. April für jeweils 14 Stunden pro Tag.